# Izabela Aragońska (królowa Niemiec)
Izabela Aragońska, także Elżbieta Aragońska (ur. 1300 lub 1302; zm. 12 lipca 1330) – córka króla Aragonii Jakuba II Sprawiedliwego i Blanki Andegaweńskiej; żona króla niemieckiego Fryderyka Pięknego.
W 1311 Fryderyk III Piękny rozpoczął rokowania z Jakubem II Sprawiedliwym w sprawie małżeństwa z jego córką. Dwa lata później w Barcelonie Izabela poślubiła per procura Fryderyka Pięknego. W styczniu 1314 narzeczona wraz z dużym wianem przybyła do Austrii. Wesele odbyło się 31 stycznia 1314 w Judenburgu. Po ślubie Izabela używała imienia Elżbieta. W październiku 1314 Fryderyk Piękny został wybrany królem niemieckim w opozycji do Ludwika Bawarskiego. W Zielone Święta 1315 Elżbieta została koronowana w Bazylei na królową. Jej małżeństwo okazało się harmonijne, ale przez cały czas małżonkowie borykali się z problemami finansowymi. Elżbieta musiała kilkakrotnie ratować finanse poprzez sprzedaż swoich kosztowności. Okres uwięzienia męża po bitwie pod Mühldorfem i spory z Ottonem Wesołym, bratem męża, przyczyniły się do pogorszenia jej stanu zdrowia. Przeżyła męża o pół roku.
Fryderyk Piękny i Elżbieta mieli troje dzieci:
- Fryderyk (ur. 1316; zm. 1322)
- Elżbieta (ur. 1317; zm. 1336)
- Anna, (ur. 1318; zm. 1343) – żona księcia Dolnej Bawarii Henryka XV, a następnie hrabiego Gorycji Jana Henryka